# Endre Ady

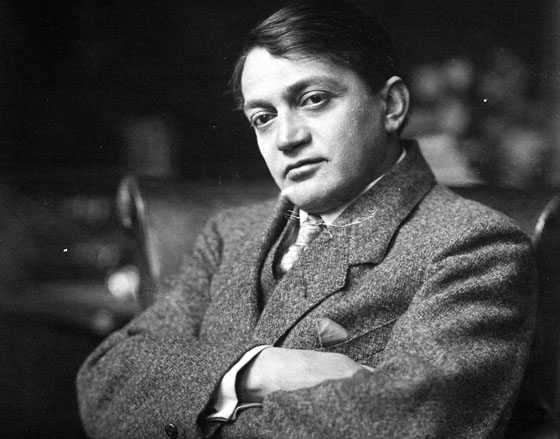
Endre Ady

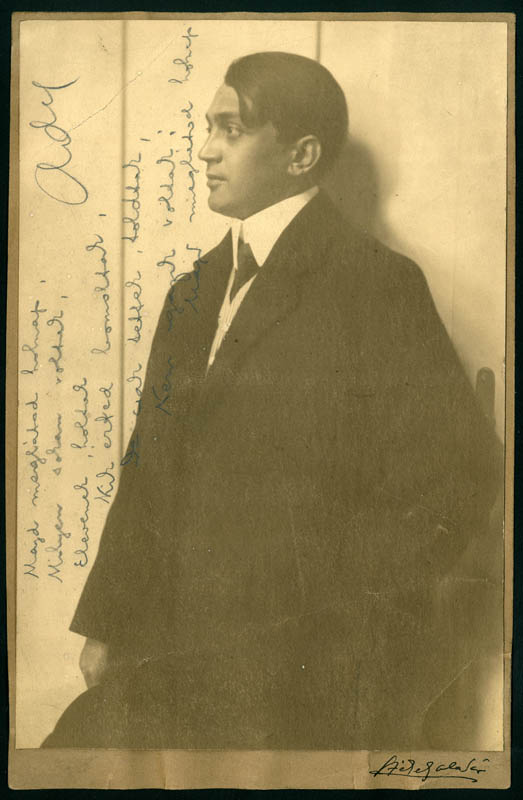
Endre Ady

Endre Ady de Diósad (22. listopadu 1877 Érmindszent, Rumunsko – 27. ledna 1919 Budapešť) byl jeden z nejvýznamnějších maďarských básníků.

## Život
Narodil se ve vesnici Érmindszent (od roku 1957 se jmenuje Adyfalva, maďarsky Ady Endre) jako potomek zchudlého šlechtického rodu. Básníkův otec Lőrinc Ady (1851–1929) nehospodařil na velkém panském statku, ale na menší usedlosti, kterou mu věnem přinesla jeho žena Marie Pásztorová (1858–1937). Endre měl bratra Lajose (1881–1940) a sestřenici Marisku Adyovou.
Jméno a pověst svého rodu měl básník proslavit tím, že se měl na přání svého otce stát stoličním soudcem. První čtyři třídy gymnázia vychodil v řeckokatolickém prostředí v Nagykároly, další třídy v kalvínském gymnáziu v Zilahu (1892–1896).
V té době si mladý Endre ještě neuvědomoval třídní rozvrstvení maďarské společnosti. V rodné vsi poznal malé sedláky i bohaté pány. Zachovával si povědomí o své příslušnosti ke šlechtickým předkům. Odtud si lze vysvětlit jeho povýšené jednání s jinými, zpanštělou pýchu a zpupnost. Ve škole, v kostele i ve společnosti chtěl být vždy prvním, jak později přiznává sám sobě.
Po maturitě studoval práva na gymnáziu v Debrecínu (1896–1897) a na univerzitě v Budapešti (1897–1898). Po ukončení studií působil několik měsíců jako advokátní koncipient v Zilahu. Advokátní činnosti brzy zanechal a pracoval jako novinář zprvu v Debrecínu (1899), potom v Nagyváradu (1900–1903). Již roku 1889 publikoval první sbírku básní pod názvem Versek (Verše).
Zatím však Endre Ady rychle dospěl. Uvědomil si neblahou situaci maďarského lidu a dospěl k přesvědčení, že jediným řešením je revoluce. Již roku 1903 uveřejnil v listě 'Nagyváradi Napló' velmi pronikavý chorobopis soudobého Maďarska a hned naznačil možnost léčení: „My musíme začít tu práci od počátku. Nejdříve jedno, pak druhé a třetí. My musíme skoncovat s hodnostmi, s privilegovanými, s aristokracií, s klérem a s vykořisťovatelským kapitalismem. Jak? Podívejme se na Francii“.
V únoru 1904 přijel Ady poprvé do Paříže, kde si pronajmul pokoj v domě, kde bydlel u maďarské rodiny, se kterou se poznal v Nagyváradu. Mladá žena, známá z jeho pozdější lyriky jako Leda, velmi intenzivně zasáhla do jeho života i poezie. V Paříži Ady psal ponejvíce novinářské články, hlavně z důvodů finančních. Přispíval zprvu do konzervativního listu 'Budapesti Hirlap', sice s odporem, ale vytrvale a svědomitě – byly to jediné noviny, které platily přesně honoráře. Když poslal listu báseň a redakce ji neotiskla, přerušil s ní styky navždy. Adyho články v té době začaly otiskovat i jiné noviny, jako např. 'Budapesti Napló'.
V Paříži byl celkem sedmkrát. Neúčastnil se však ani společenského, ani literárního života. Příčinou bylo, že mluvil jen velmi málo francouzsky, dohovořil se jen o věcech běžné potřeby, na vyjadřování o složitějších věcech mu už znalosti nestačily. Také nikdy nezapomínal, že je Maďarem. Tak se stalo, že Paříž nepoznala Adyho a téměř ani nevěděla, že jeden z největších moderních maďarských básníků žil tolik let v jejích zdech.
V květnu 1904 se dozvěděl od svého lékaře, že trpí nevyléčitelnou krevní chorobou v pokročilém stadiu. Krizi, do které upadl po zdrcující zprávě a ve které byl často pokoušen myšlenkou na sebevraždu, však časem překonal s neopomenutelnou pomocí Ledy. Podzim strávil s Ledou na francouzské Riviéře a v lednu 1905 se vrátil domů do Budapešti jak z touhy po domově, tak z důvodů finančních. Jeho odjezd uspíšila i situace politická. V lednu 1905 se konaly v Maďarsku volby a v nich se již ohlašovala blížící se revoluce.

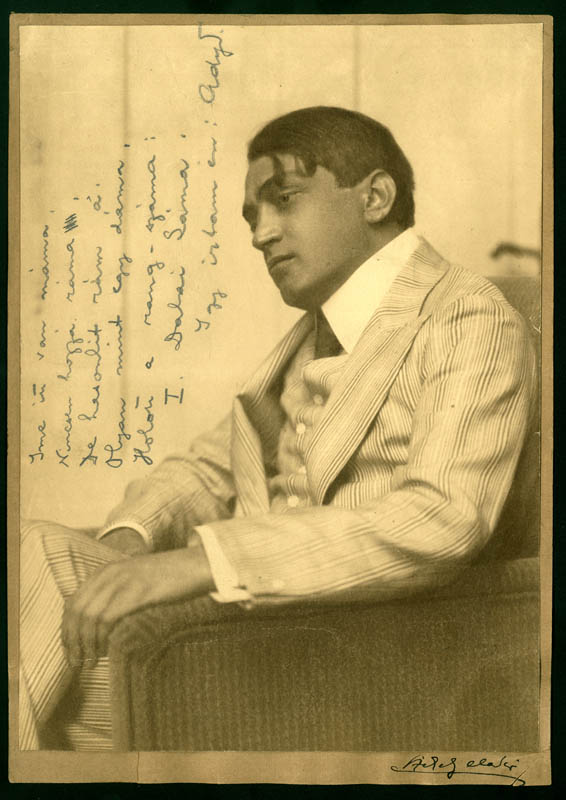
Endre Ady

V březnu 1905 vydal sbírku Új versek (Nové verše), jež způsobila v maďarské poezii revoluci. Vyvolala řadu příznivých i nepřátelských kritik. Počátkem roku 1908 vydává sbírku Vér és arany (Krev a zlato). Tahle kniha vzbudila ještě více pozornosti a ruchu než předešlá sbírka. Na jedné straně byl Ady oslavován, že vede maďarskou poezii k nejvyšším stupňům dokonalosti, na druhé straně byl zatracován jako prznitel maďarské řeči, jako amorální odpadlík a vlastizrádce. Adymu se podařilo vynésti na světlo a k vědomí širokých vrstev všechny ty hluboké protiklady hospodářské, sociální i národní, které před první světovou válkou zmítaly Maďarskem. Proto byl tak milován a proto byl také tolik nenáviděn.
V roce 1908 byl založen avantgardní literární časopis Nyugat (Západ), který recipoval západní umělecké směry té doby, jako symbolismus, naturalismus a impresionismus. Ady v něm publikoval své básně a spolu s Árpádem Tóthem, Mihály Babitsem a Dezső Kosztolányim bývá řazen k předním představitelům tzv. první generace Nyugat.
Zbytek života strávil v neustálém cestování. V lednu 1909 vydal sbírku Az Illés szekerén (Na voze Eliášově), roku 1910 Szeretném, ha szeretnének (Chci, aby mě milovali), roku 1911 A Minden-Titkot versei (Básně všech tajemství), roku 1912 A Menekűlő Élet (Prchající život), roku 1913 A Magunk szerelme (Naše sebeláska), roku 1914 Ki látott engem? (Kdo mě uviděl?), roku 1918 A halottak élén (V čele mrtvých). Po jeho smrti vyšla ještě sbírka Az utolsó hajók (Poslední lodi) roku 1923. Zemřel 27. ledna 1919 v Budapešti.

## Dílo
Endre Ady, ač sám z choré a rozpadající se feudálně-buržoazní společnosti, nemilosrdně odkrýval její protiklady a ostře útočil na ty, kdož se snažili zastírat tyto rozpory závojem iluzí a klamů. Ač stál a bojoval proti své třídě, přec sám trpěl jejími chorobami a rozpory.
Po Goethovi nebylo snad ve světové literatuře většího a vášnivějšího milence života než Adyho. Ale jako rodilý kalvinista byl stejně vášnivým a pochmurným karatelem života.
Byl básníkem lásky. V milostné lyrice odkryl nové erotiky sveřepé, kruté a křečovité. Láska je mu zápasem mezi mužem a ženou, mezi touhou a znechucením, věčným tancem smrti.
V náboženské lyrice toužil po tom, aby uvěřil a dosáhl klidu. Jeho náboženská touha má sklony k mysticismu. Ač byl vychován v pravověrném prostředí, je jeho poezie plna mysterií a kacířství. Všechno to kruté obnažování a chmurné sebemrskačství ve své poezii prováděl zřejmě proto, aby byl někým poznán a milován.
Revolucionář Ady dal světu i novou lyriku vlasteneckou. Endre poukázal na smrtelné hříchy maďarského feudalismu a úplně rozbil idealizovaný obraz maďarského sedláka a maďarského proletáře. Je přirozené, že vládnoucí kruhy nenáviděly básníka, který předpověděl katastrofu a to už v době, kdy bylo nebe ještě téměř bez mráčku. Nenáviděly ho také proto, jak sympaticky pozdravil revoluční snahy maďarského proletariátu. Tím více ho pokrokové vrstvy maďarského lidu, který svou lásku k němu dokázal masovou účastí na jeho pohřbu.

### Ukázka z díla
Bílé ticho
Objímám tě, chytám, ale není síly, 
zde je bílé ticho, samý rubáš bílý. 

Nebylo snad ještě ticha takového, 
zakřič! Ztraceni jsme bez výkřiku tvého. 

Klesají nám paže unavené, 
nad námi se soumrak polibků a slzí klene. 

Křič a kousej, na mou hruď skloň čelo, 
surově ti drásám sametové tělo. 

Ať tvá hladká, vonná, rozcuchaná kštice 
sešlehá mi znovu rozdrásané líce. 

Příliš, příliš běli máš na útlé šíji, 
železné mé prsty krví zamodří ji. 

Sáhni bílou ručkou, sáhni po té dýce, 
život zastavil se, trampot není více. 

Polibků, slz není, ani opojení. 
Ach, zahyne všecko, všecko bez prodlení. 

Proklínám tě, trhám, koušu zdivočele, 
proklínej, řvi, trhej, chce tě srdce celé. 

Zabíjí to ticho, vraždí rubáš krutě, 
odežeň mne honem, sice zaženu tě.

### Knihy básní
- Versek – Verše (1899)
- Még egyszer (1903)
- Új versek – Nové verše (1906)
- Vér és arany – Krev a zlato(1907)
- Az Illés szekerén – Na voze Eliášově (1909)
- Szeretném, ha szeretnének – Chci, aby mě milovali (1910)
- A Minden Titkok versei – Básně všech tajemství (1911)
- A Menekülő Élet – Prchající život (1912)
- Margarita élni akar –1912)
- A magunk szerelme – Naše sebeláska (1913)
- Ki látott engem? – Kdo mě uviděl? (1914)
- A halottak élén – V čele mrtvých (1918)
- Az utolsó hajók – Poslední lodi (1923)

### V češtině
- Mladší sestra – in: 1000 nejkrásnějších novel… č. 35, úvod František Sekanina, přeložil Karel Šarlih. Praha: J. R. Vilímek, 1912
- Krev a zlato – přebásnil Mirek Elpl. Brno: Moravské kolo spisovatelů, 1935
- Krev a zlato –přeložili František Halas a Vilém Závada. Praha: Československý spisovatel, 1950
- Sám s mořem – uspořádal Julius Bredár; básně přeložili Kamil Bednář a Ladislav Hradský; prózu, korespondenci a doslov L. Hradský; Péter Sára: Endre Ady, doslov. Praha: Odeon, 1966
- Srdce snad všemohoucí – přeložili Kamil Bednář a Ladislav Hradský; vybral a uspořádal Zdeněk Hron. Praha: BB art, 2003